# Fate/Zero
Fate/Zero (フェイト/ゼロ?, Feito/Zero) è una serie di light novel scritta da Gen Urobuchi sotto la supervisione di Kinoku Nasu ed illustrata da Takashi Takeuchi, ed è il prequel della visual novel Fate/stay night di Type-Moon, narrativamente collocata 10 anni prima e in cui si descrivono le cronache della quarta guerra del Santo Graal. Si tratta della prima collaborazione fra Type-Moon e la software house Nitroplus.
Dalla serie di romanzi è stata prodotta una trasposizione manga a cura di Shinjirō pubblicata sulla rivista Young Ace di Kadokawa Shoten dal 2010 e pubblicata in Italia da Star Comics, mentre una serie televisiva anime è stata prodotta dallo studio Ufotable. La prima stagione dell'anime è stata trasmessa dal 1º ottobre 2011 al 24 dicembre 2011, mentre la seconda stagione è iniziata il 7 aprile 2012. Dal 1º aprile 2019 la serie è disponibile su Netflix con i soli sottotitoli in italiano, anche se quest'ultimi duramente criticati per la scarsa qualità di traduzione e adattamento.

## Trama
Gli Einzbern, una delle tre famiglie fondatrici, dopo tre tentativi falliti, desiderano a tutti i costi impadronirsi del Santo Graal, decidendo quindi di arruolare l'odiato assassino di maghi, Kiritsugu Emiya, nonostante non siano ben visti i suoi discussi metodi d'azione e l'ormai consolidata reputazione di mercenario e assassino spietato: si dice che impieghi qualsiasi mezzo necessario per raggiungere i propri obiettivi. Tuttavia, negli otto anni di preparazione per la guerra, Kiritsugu si innamora di Irisviel von Einzbern, colei che per la sua natura da Homunculus diverrà la coppa del graal, con la quale ha una figlia: Ilyasviel von Einzbern. A quel punto l'assassino si troverà ben presto profondamente diviso fra l'amore che prova per la sua nuova famiglia e ciò che dovrà compiere per ottenere il Santo Graal.
Anche un'altra delle famiglie fondatrici, i Tohsaka, si stanno preparando alla guerra. Il capofamiglia Tokiomi Tohsaka è intenzionato a ottenere la reliquia per raggiungere finalmente l'Akasha, per ascendere finalmente ad un livello superiore, ovvero la massima ambizione per un mago. Esso trova appoggio da padre Risei Kotomine, l'inviato dalla chiesa come supervisore della guerra, e da suo figlio, l'esecutore Kirei Kotomine, anche lui scelto dal graal come master; Un uomo in grado di provare piacere solo nella sofferenza altrui, ma che tuttavia ha trascorso la sua intera vita combattendo contro la sua mostruosa natura. Quest'ultimo ha fin da subito puntato gli occhi su Kiritsugu giudicandolo spirito affine e possibile risposta al tormentante sentimento di vuoto che prova.
Come master della famiglia Matou, viene invece scelto Kariya Matou, un uomo semplice e con un debole potere magico, ma che decide comunque di partecipare alla guerra ricattato dal capofamiglia, il vecchio e inquietante Zouken Matou, con l'unico obiettivo di salvare la sua nipote acquisita Sakura dai terribili esperimenti magici basati sui vermi che il nonno vuole imporgli.
Intanto, venuto a conoscenza dell'imminente guerra, l'arrogante mago e professore dell'associazione dei maghi di Londra, Lord Kayneth El-Melloi Archibald decide di prendervi parte così da aumentare il suo prestigio e quello della sua secolare casata. Sfortunatamente un suo allievo diciottenne Waver Velvet, desideroso di rivalsa dopo una pesante derisione pubblica, decide di rubare il catalizzatore del professore, così da poter partecipare anche lui alla guerra, per quanto con pochissima esperienza.
Quando il settimo Master non viene rivelato, il Graal stesso decide di conferire il titolo all'efferato serial killer Ryunosuke Uryu, un uomo dedito alle stragi e agli infanticidi ma senza nessuna nozione sulla magia, ma che trova fortuna nel vedersi evocato un servant dall'indole molto simile.
A quel punto la trama si sviluppa attraverso combattimenti cruenti così come introspezioni, colpi di scena e rivelazioni, giungendo infine a riallacciarsi nel finale con gli eventi che dovrebbero essere già noti e narrati in Fate/stay night.

### Personaggi principali

#### Umani
Kiritsugu Emiya (衛宮 切嗣?, Emiya Kiritsugu)
Doppiato da: Rikiya Koyama
Noto come "l'Assassino di Maghi", è un sicario freddo ed efficiente. Usa tattiche poco comuni per un mago: impiega armi da fuoco, tattiche di guerriglia, strategie da sicario. Questo lo rende un avversario temibile per i suoi simili: i maghi, orgogliosi e superbi, non si aspetterebbero mai che qualcuno in grado di usare incantesimi li attacchi con una pistola. Kiritsugu ha anche qualche conoscenza in campo magico, in particolare sugli incantesimi di manipolazione temporale, e possiede una pistola che spara proiettili in grado di distruggere i Circuiti Magici di coloro che vengono colpiti. Nella seconda stagione si scopre che uccise suo padre dopo aver scoperto i suoi esperimenti sulle persone. Il suo obbiettivo e quello di creare un mondo libero da ogni guerra. È il Master effettivo di Saber.
Kirei Kotomine (言峰 綺礼?, Kotomine Kirei)
Doppiato da: Joji Nakata
Prete della chiesa di Fuyuki, nonché esperto combattente e sicario dotato di molteplici abilità. Apparentemente possiede una personalità apatica e tende ad arrivare alla quasi eccellenza in tutto, per poi abbandonare la cosa ed interessarsi ad altro. Viene scelto dal Graal per essere un Master,  e sceglie di farsi addestrare all'uso della magia da Tokiomi Tohsaka. Diventerà poi il Master di Assassin, nonché nemesi di Kiritsugu; dopo la morte del suo Servant, si allea con Archer, e finisce per uccidere Tokyomi. Alla fine sembra venire ucciso da Kiritsugu ma il grall lo mantiene misteriosamente in vita con il suo Servant
Irisviel von Einzbern (アイリスフィール・フォン・アインツベルン?, Airisufīru fon Aintsuberun)
Doppiata da: Sayaka Ōhara
Fa parte della famiglia Einzbern, che da secoli tenta di impadronirsi del Graal per i propri scopi. "Homunculus" creato con il solo scopo di essere il recipiente del Graal, è alleata di Kiritsugu e funge da "Master temporaneo" per Saber. Di natura buona e tranquilla, è innamorata follemente di Kiritsugu e ha avuto da lui una figlia (Ilyasviel). Prima della guerra viene impiantato nel suo corpo Avalon, il "fodero" di Excalibur nonché "arma concettuale", che ferma l'invecchiamento e cura velocemente ogni ferita. È molto abile nell'uso della magia e dei famigli, ma non ha una grande forza fisica o resistenza e si stanca facilmente. Essendo stata sempre rinchiusa nel castello degli Eizenbern, si stupisce per ogni cosa che accade ed è sempre curiosa. Instaura un legame di amicizia/rispetto reciproco con Saber/Arturia, trattandola come sua pari.
Tokiomi Tōsaka (遠坂 時臣?, Tōsaka Tokiomi)
Doppiato da: Shō Hayami
Capostipite della famiglia Tosaka (nonché padre di Rin e Sakura Tosaka), famiglia di maghi che da secoli si oppone alle altre famiglia di maghi (Einzbern e Matou) per raggiungere i propri scopi, partecipa alla Guerra del Graal nella doppia veste di Master di Archer/Gilgamesh, nonché di maestro di magia di Kotomine Kirei. È esperto nell'uso della magia ed è un avversario temibile. È un personaggio che rappresenta a pieno titolo il prototipo di mago ideale, un uomo totalmente dedito alla magia e rispettoso del codice d'onore fra maghi.
Aoi Tōsaka (遠坂 葵?, Tōsaka Aoi)
Doppiata da: Hasumi Ito
Moglie di Tokiomi e madre di Rin e Sakura (personaggi che ricorreranno poi in Fate/Stay Night). È una madre amorevole ma severa e pende dalle labbra del marito. È lei che ha accettato, seppur a malincuore, di cedere Sakura ai Mato per permettere alla propria famiglia di vincere la Guerra del Graal. Nell'ultimo episodio si scopre che è diventata mentalmente instabile (crede che il marito sia ancora con loro insieme a Sakura) e che ha perso l'uso delle gambe a seguito dell'aggressione da parte di Karia
Waver Velvet (ウェイバー・ベルベット?, Ueiba Berubetto)
Doppiato da: Daisuke Namikawa
Apprendista mago inglese, allievo di Kayneth Archibald-El Melloi. La sua idea di "mago" viene schernita da Kayneth che ritiene Waver indegno di essere un mago; per questo motivo il ragazzo deciderà di "rubare" l'offerta per l'evocazione del Servant di Kayneth e recarsi a Fuyuki per partecipare alla Guerra del Graal. Inesperto e povero di esperienze reali, verrà "trascinato" più volte nel mezzo degli eventi da Rider/Iskander, il suo Servant. È il personaggio che più cresce interiormente durante la storia.
Maiya Hisau (久宇 舞弥?, Hisau Maiya)
Doppiata da: Ayumi Tsunematsu
Alleata di Kiritsugu, killer ed esperta combattente. Durante la storia viene rivelato che ha una sorta di "attrazione" particolare per Kiritsugu, per cui sembra essere anche una confidente. Più volte spalleggerà Kiritsugu nei suoi piani e agirà in prima persona contro i nemici di Kiritsugu. È la madre di Sigma, personaggio di Fate/strange Fake. Non sembra avere alcun potere. Del suo passato si sa solo che è stata una bambina soldato e che Maya non è il suo vero nome ma solo il primo nome su un documento falso datole da Kiritsugu. Sembra totalmente priva di emozioni, a parte rari momenti, di solito in presenza di Kiritsugu.
Kariya Matō (間桐 雁夜?, Matō Kariya)
Doppiato da: Tarusuke Shingaki
Discendente dei Matou, famiglia di maghi antica come gli Eizenbern e i Tosaka ma sull'orlo del declino dato che il dissiparsi della linea di sangue ha indebolito fortemente la loro attitudine alla magia. Kariya viene "richiamato" dall'estero dal capostipite dei Matou e costretto, per salvare Sakura la quale era stata sottoposta alla "tecnica di potenziamento magico dei Matou" (rimanere giorni e giorni in un sotterraneo pieno di insetti e larve magiche, le quali "parassitano" il corpo dell'ospite donandogli maggiori abilità), a subire la stessa sorte. Diventerà poi il Master di Berserker, il quale però risulterà totalmente incontrollabile da parte di Kariya, non avvezzo all'uso della magia e caratterialmente debole. Tramite le larve presenti nel suo corpo può controllare dei particolari insetti e amplificare momentaneamente le sue abilità magiche, a costo della sua stessa vita (il suo corpo rigetta gli insetti, facendolo soffrire di dolori atroci).
Ryūnosuke Uryū (雨生 龍之介?, Uryū Ryūnosuke)
Doppiato da: Akira Ishida
Master di Caster, giovane serial killer senza alcuna nozione di magia che viene scelto comunque dal Graal. È convinto che uccidere le persone sia una cosa normale (soprattutto i bambini) ed ha un carattere distorto e assurdo. Verrà ucciso da Kiritsugu mentre tutti i servant attaccano Caster
Kayneth El-Melloi Archibald (ケイネス・エルメロイ・アーチボルト?, Keinesu Erumeroi Achiboruto)
Doppiato da: Takumi Yamazaki
Mago inglese molto dotato, viene scelto per partecipare alla Guerra del Graal e diventa successivamente il Master di Lancer. Di carattere arrogante e per nulla misericordioso, è molto abile nel controllare il mercurio e mutarlo in una sorta di "famiglio" con cui attaccare i nemici. Affronterà più volte Kiritsugu, convinto di poterlo battere, ma verrà ripetutamente sconfitto da quest'ultimo, perdendo l'uso della magia nel primo scontro. Nella seconda stagione ucciderà il padre di Kirei, per poi venire ucciso da Maya a causa di un inganno di Kiritsugu.
Sola-Ui Nuada-Re Sophia-Ri (ソラウ・ヌァザレ・ソフィアリ?, Sorau Nuazare Sofiari)
Doppiata da: Megumi Toyoguchi
Moglie di Kayneth Archibald El-Melloi nonché "Master" temporaneo di Lancer. Arrivista e con un carattere crudele, non si farà alcuno scrupolo e userà qualsiasi mezzo (compreso "rubare" le magie di comando di Kayneth, ormai impossibilitato a combattere) pur di vincere. Si innamorerà di Lancer a causa della maledizione del Servant. Verrà uccisa insieme al marito da Maya, che precedentemente le aveva tolto gli incantesimi di comando insieme alla mano

#### Servant

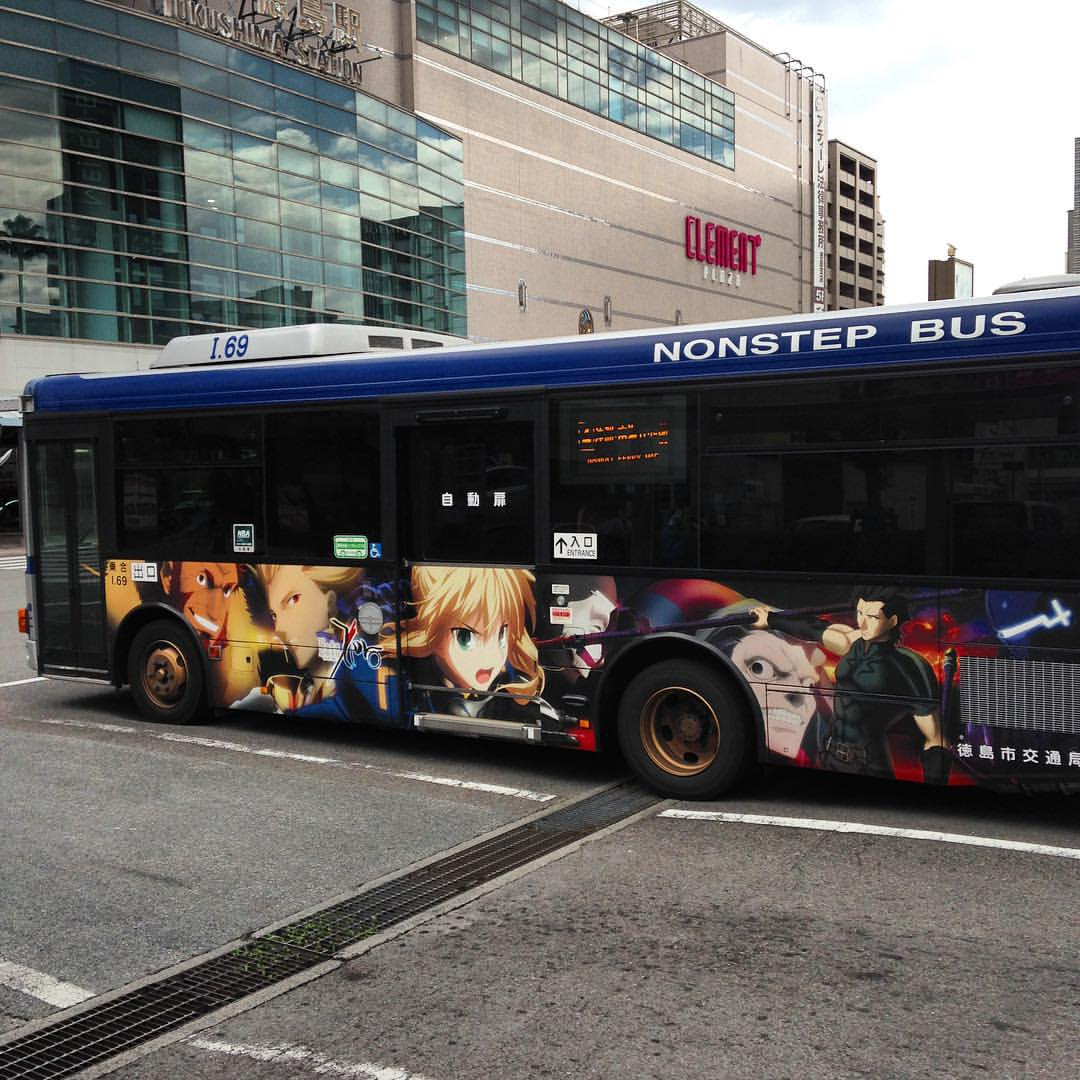
I servant ritratti su un bus per pubblicizzare la serie anime

Saber nella prima sigla iniziale

Saber (セイバー?, Seibā) - Arturia Pendragon (アルトリア?, Arutoria)
Doppiata da: Ayako Kawasumi
Evocata come Servant di classe Saber da Kiritsugu Emiya. La sua vera identità è quella di Arturia, cioè colei che in passato era nota come Re Artù, il re dei cavalieri. Considerata la più forte in combattimento fra tutti i Servant, è dotata di svariate abilità. Utilizza una particolare spada (Excalibur) la quale utilizza un incantesimo per rendersi invisibile.
Archer (アーチャー?, Āchā) - Gilgamesh (ギルガメッシュ?, Girugamesshu)
Doppiato da: Tomokazu Seki
Il Re degli eroi, colui che in passato conquistò mezzo mondo. Caparbio e superbo, è dotato di un potere quasi incontrastabile (il Gate of Babylon, un "portale" che si apre ovunque e permette di scagliare migliaia di "strumenti preziosi" ed usarli come armi). È il Servant di Tokiomi Tosaka, ma non gli porta alcun rispetto, mentre instaura uno strano rapporto di quasi-amicizia con Kirei.
Lancer (ランサー?, Ransā) - Diarmuid Ua Duibhne (ディルムッド・オディナ?, Diarumuddo Odina)
Doppiato da: Hikaru Midorikawa
Armato con due lance, ognuna delle quali dotata di un particolare potere (la prima può infliggere ferite impossibili da guarire, la seconda perforare qualsiasi armatura o artefatto).
Rider (ライダー?, Raidā) - Iskander (イスカンダル?, Isukandaru)
Doppiato da: Akio Ohtsuka
Noto anche come Alessandro Magno o "Il re dei conquistatori". Il suo "Noble Phantasm" è chiamato "Ionian Hetairoi" ,il quale fa materializzare se stesso e chiunque lui voglia all'interno di un gigantesco deserto illusorio, richiamando poi a sé tutti i soldati che,in vita passata, gli han giurato eterna fedeltà. Più che Servant,è un vero e proprio amico per Waver.
Caster (キャスター?, Kyasutā) - Gilles de Rais (ジル・ド・レェ?, Jiru Do Rē)
Doppiato da: Satoshi Tsuruoka
Pazzo e sadico, è fermamente convinto che le sue malefatte siano un modo alternativo per contemplare il creato di dio. Crede che Saber sia in realtà Giovanna D'arco. Poco dopo essere evocato andrà subito d'accordo con il suo Master, avendo entrambi personalità molto simili. Il suo Noble Phantasm è un Grimorio di pelle umana, che utilizza per evocare mostruosità lovecraftiane.
Berserker (バーサーカー?, Bāsākā) - Lancillotto (サー・ランスロット?, Sā Ransurotto)
Doppiato da: Ryōtarō Okiayu
Essendo stato evocato sotto la classe "Berserker" ha perso completamente la ragione, guadagnando dei bonus nelle caratteristiche. Nonostante sia completamente fuori di sé, non ha perdonato ancora Saber (Arturia), che si rifiutò di punirlo per un grave errore. Ogni cosa che prende in mano diventa il suo Noble Phantasm, e ha la capacità di prendere le sembianze degli altri Servant per un periodo di tempo limitato.
Assassin (アサシン?, Asashin) - Ḥasan-i Ṣabbāḥ  (ハサン・サッバーハ?, Hasan Sabbāha)
Doppiato da: Sachie Abe, Takuo Kawamura, Eiichiro Tokumoto
Si sa poco di questo Servant e le sue apparizioni sono molto brevi. Il suo Noble Phantasm sembra essere la "personificazione" della leggenda del Vecchio della Montagna. Nello special che vede Irisviel come protagonista, lo stesso Assassin spiegherà l'origine del suo Noble Phantasm.

## Media

### Light novel
Fate/Zero si compone di 4 volumi. Il primo volume è stato pubblicato il 29 dicembre 2006, il secondo volume è stato pubblicato il 31 marzo 2007, il terzo volume è stato pubblicato il 27 luglio 2007 ed il quarto ed ultimo volume il 29 dicembre 2007. Un art book intitolato Fate/Zero material è stato pubblicato l'8 agosto 2008. Pubblicato da Type-Moon, il libro è una raccolta di tutte le illustrazioni promozionali dei volumi, profili dei personaggi, note ed un riassunto della trama.

#### Volumi

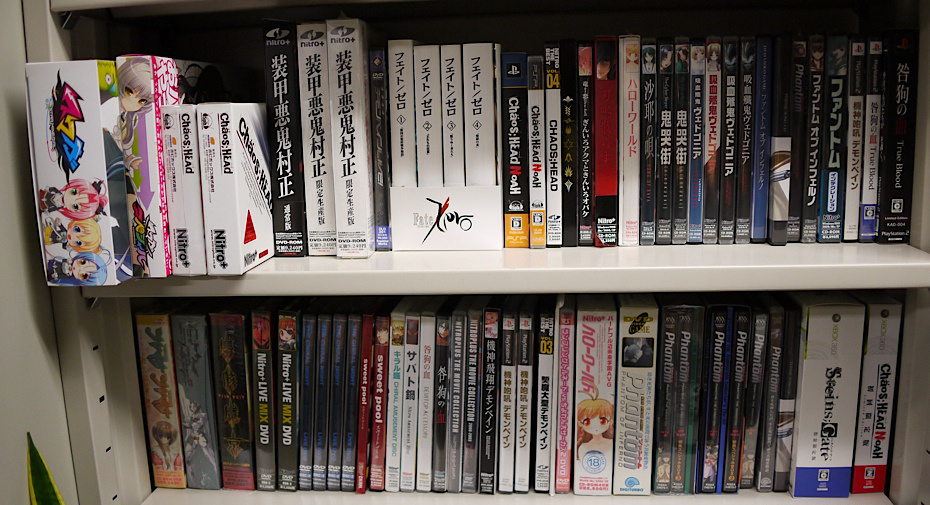
I quattro volumi di Fate/Zero negli uffici di Nitroplus, insieme ad altri prodotti della casa.

| Nº | Titolo italiano (traduzione letterale) Giapponese 「Kanji」 - Rōmaji                                           | Data di prima pubblicazione | Data di prima pubblicazione |
| Nº | Titolo italiano (traduzione letterale) Giapponese 「Kanji」 - Rōmaji                                           | Giapponese                  |                             |
| 1  | La storia mai narrata della quarta Guerra del Santo Graal 「第四次聖杯戦争秘話」 - Dai shi-ji seihaisensō hiwa | 29 dicembre 2006            |                             |
| 2  | Il pazzo banchetto dei re 「王たちの狂宴」 - Ō-tachi no kyōen                                                  | 31 marzo 2007               |                             |
| 3  | Coloro che si dispersero 「散りゆく者たち」 - Chiri yuku-sha-tachi                                             | 27 luglio 2007              |                             |
| 4  | Le fiamme del Purgatorio 「煉獄の炎」 - Rengoku no honō                                                        | 29 dicembre 2007            |                             |

### Manga

Copertina del primo volume dell'edizione italiana, raffigurante Saber e Kiritsugu

Insieme alla produzione dell'anime, è iniziata la serializzazione di un adattamento manga di Fate/Zero illustrato da Shinjirō e pubblicato dalla rivista Young Ace tra il 29 dicembre 2010 e il 2 giugno 2017, e composto da 14 volumi. In Italia la serie è edita da Star Comics. La traduzione dei testi è stata curata da Ernesto Cellie.

#### Volumi
| 1  | 1º settembre 2011                                             | ISBN 978-4-04-715771-2 | 7 febbraio 2013  | ISBN 978-88-6420-429-1 |
| 1  | Capitoli - Capitoli 1-5                                       |                        |                  |                        |
| 2  | 30 settembre 2011                                             | ISBN 978-4-04-715787-3 | 10 aprile 2013   | ISBN 978-88-6420-459-8 |
| 2  | Capitoli - Capitoli 6-10                                      |                        |                  |                        |
| 3  | 31 marzo 2012                                                 | ISBN 978-4-04-715819-1 | 6 giugno 2013    | ISBN 978-88-6420-480-2 |
| 3  | Capitoli - Capitoli 11-15                                     |                        |                  |                        |
| 4  | 29 settembre 2012                                             | ISBN 978-4-04-120401-6 | 8 agosto 2013    | ISBN 978-88-6420-574-8 |
| 4  | Capitoli - Capitoli 16-20 - Storia Extra Illyasviel's Pudding |                        |                  |                        |
| 5  | 31 gennaio 2013                                               | ISBN 978-4-04-120563-1 | 10 ottobre 2013  | ISBN 978-88-6420-623-3 |
| 5  | Capitoli - Capitoli 21-25 - Storia Extra Master's daily life  |                        |                  |                        |
| 6  | 2 luglio 2013                                                 | ISBN 978-4-04-120800-7 | 12 giugno 2014   | ISBN 978-88-6420-969-2 |
| 6  | Capitoli - Capitoli 26-31                                     |                        |                  |                        |
| 7  | 4 febbraio 2014                                               | ISBN 978-4-04-120991-2 | 8 gennaio 2015   | ISBN 978-88-6920-170-7 |
| 7  | Capitoli - Capitoli 32-36 - Storia Extra Kiritsugu's analysis |                        |                  |                        |
| 8  | 26 settembre 2014                                             | ISBN 978-4-04-102022-7 | 10 giugno 2015   | ISBN 978-88-6920-323-7 |
| 8  | Capitoli - Capitoli 37-41                                     |                        |                  |                        |
| 9  | 29 dicembre 2014                                              | ISBN 978-4-04-102023-4 | 10 febbraio 2016 | ISBN 978-88-6920-687-0 |
| 9  | Capitoli - Capitoli 42-46                                     |                        |                  |                        |
| 10 | 26 giugno 2015                                                | ISBN 978-4-04-103086-8 | 10 agosto 2016   | ISBN 978-88-226-0199-5 |
| 10 | Capitoli - Capitoli 47-51                                     |                        |                  |                        |
| 11 | 4 novembre 2015                                               | ISBN 978-4-04-103087-5 | 12 ottobre 2016  | ISBN 978-88-226-0327-2 |
| 11 | Capitoli - Capitoli 52-56 - Storia extra Master's personality |                        |                  |                        |
| 12 | 25 giugno 2016                                                | ISBN 978-4-04-104168-0 | 11 gennaio 2017  | ISBN 978-88-226-0445-3 |
| 12 | Capitoli - Capitoli 57-62                                     |                        |                  |                        |
| 13 | 31 dicembre 2016                                              | ISBN 978-4-04-104169-7 | 9 agosto 2017    | ISBN 978-88-226-0661-7 |
| 13 | Capitoli - Capitoli 63-68                                     |                        |                  |                        |
| 14 | 26 agosto 2017                                                | ISBN 978-4-04-105796-4 | 7 marzo 2018     | ISBN 978-88-226-0922-9 |
| 14 | Capitoli - Capitoli 69-74 - Another Epilogue                  |                        |                  |                        |

### Drama-CD
Quattro cofanetti di drama-CD sono stati pubblicati dal 2008 al 2010.

### Anime

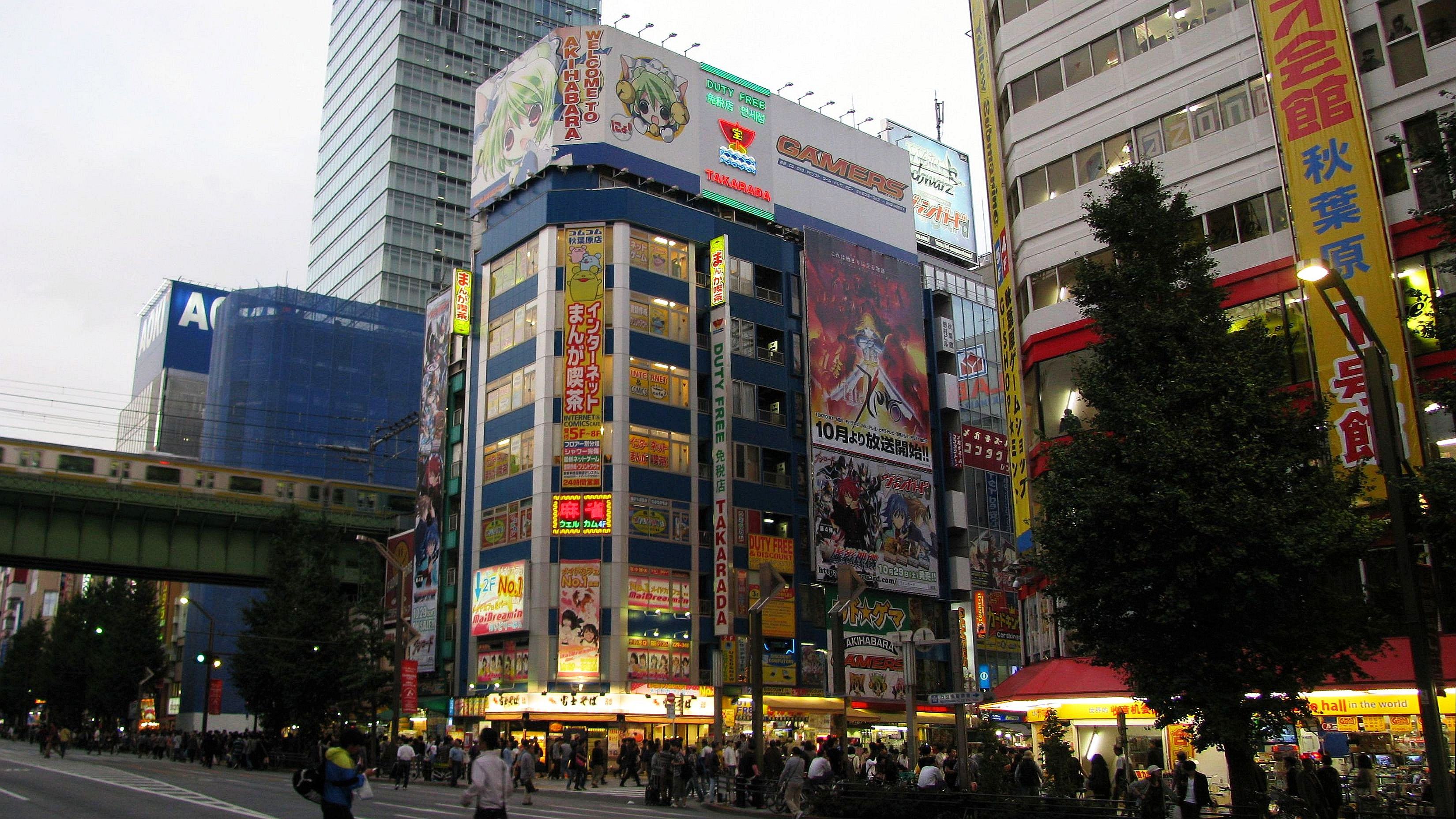
Veduta di Akihabara nel 2011, con la gigantografia del poster pubblicitario della serie animata di Fate/Zero sullo sfondo

Un adattamento in forma di serie televisiva anime di Fate/Zero prodotta dallo studio Ufotable è iniziata il 1º ottobre 2011. Nico Nico Douga e Aniplex hanno trasmesso in streaming in tutto il mondo Fate/Zero con sottotitoli in otto differenti lingue: coreano, cinese tradizionale e semplificato, inglese, francese, tedesco, italiano e spagnolo.
Nei progetti iniziali l'anime doveva durare ventisei episodi, ma in seguito si è pensato di fare una "pausa" fra il tredicesimo ed il quattordicesimo episodio, per realizzare delle animazioni migliori. La prima stagione è andata in onda da ottobre a dicembre 2011, mentre la seconda da aprile a giugno 2012.

#### Episodi
| Nº                            | Titolo italiano (tradotto) Giapponese 「Kanji」 - Rōmaji                 | In onda          | In onda |
| Nº                            | Titolo italiano (tradotto) Giapponese 「Kanji」 - Rōmaji                 | Giapponese       |         |
| Prima stagione (13 episodi)   |                                                                          |                  |         |
| 1                             | L'evocazione degli Spiriti Eroici 「英霊召喚」 - Eirei shōkan            | 1º ottobre 2011  |         |
| 2                             | Ingannevoli preludi di guerra 「偽りの戦端」 - Itsuwari no sentan        | 8 ottobre 2011   |         |
| 3                             | Terra di Fuyuki 「冬木の地」 - Fuyuki no chi                             | 15 ottobre 2011  |         |
| 4                             | La lama della lancia demoniaca 「魔槍の刃」 - Masō no yaiba              | 22 ottobre 2011  |         |
| 5                             | Il latrato della bestia diabolica 「凶獣咆吼」 - Kyōjū hōkō              | 29 ottobre 2011  |         |
| 6                             | La notte degli stratagemmi 「謀略の夜」 - Bōryaku no yoru                | 5 novembre 2011  |         |
| 7                             | La foresta degli empi 「辺境の森」 - Henkyō no mori                      | 12 novembre 2011 |         |
| 8                             | Ammazza-maghi 「魔術師殺し」 - Majutsushi-goroshi                        | 19 novembre 2011 |         |
| 9                             | Signore e vassallo 「主と従者」 - Aruji to jūsha                         | 26 novembre 2011 |         |
| 10                            | L'avventura di Rin 「凛の冒険」 - Rin no bōken                           | 3 dicembre 2011  |         |
| 11                            | Il Dialogo del Santo Graal 「聖杯問答」 - Seihai mondō                   | 10 dicembre 2011 |         |
| 12                            | L'invito del Graal 「聖杯の招き」 - Seihai no maneki                     | 17 dicembre 2011 |         |
| 13                            | Il banchetto proibito 「禁断の狂宴」 - Kindan no kyōen                   | 24 dicembre 2011 |         |
| Seconda stagione (12 episodi) |                                                                          |                  |         |
| 14                            | La battaglia del fiume Mion 「未遠川血戦」 - Miongawa kessen             | 7 aprile 2012    |         |
| 15                            | Bagliore dorato 「黄金の輝き」 - Ōgon no kagayaki                        | 14 aprile 2012   |         |
| 16                            | Al termine dell'onore 「栄誉の果て」 - Eiyo no hate                      | 21 aprile 2012   |         |
| 17                            | L'ottavo contratto 「第八の契約」 - Daihachi no keiyaku                  | 28 aprile 2012   |         |
| 18                            | Ricordi lontani 「遠い記憶」 - Tōi kioku                                 | 5 maggio 2012    |         |
| 19                            | Dove si trova la giustizia 「正義の在処」 - Seigi no arika               | 12 maggio 2012   |         |
| 20                            | Il ritorno dell'assassino 「暗殺者の帰還」 - Asashin no kikan            | 19 maggio 2012   |         |
| 21                            | Cavaliere su due ruote 「双輪の騎士」 - Sōrin no kishi                   | 26 maggio 2012   |         |
| 22                            | Tutto il male di questo mondo 「この世全ての悪」 - Kono yo subete no aku | 2 giugno 2012    |         |
| 23                            | Il mare ai confini del mondo 「最果ての海」 - Saihate no umi             | 9 giugno 2012    |         |
| 24                            | L'ultimo incantesimo di comando 「最後の令呪」 - Saigo no reiju          | 16 giugno 2012   |         |
| 25                            | Fate/Zero 「Fate/Zero」 - Fate/Zero                                      | 23 giugno 2012   |         |

#### Colonna sonora

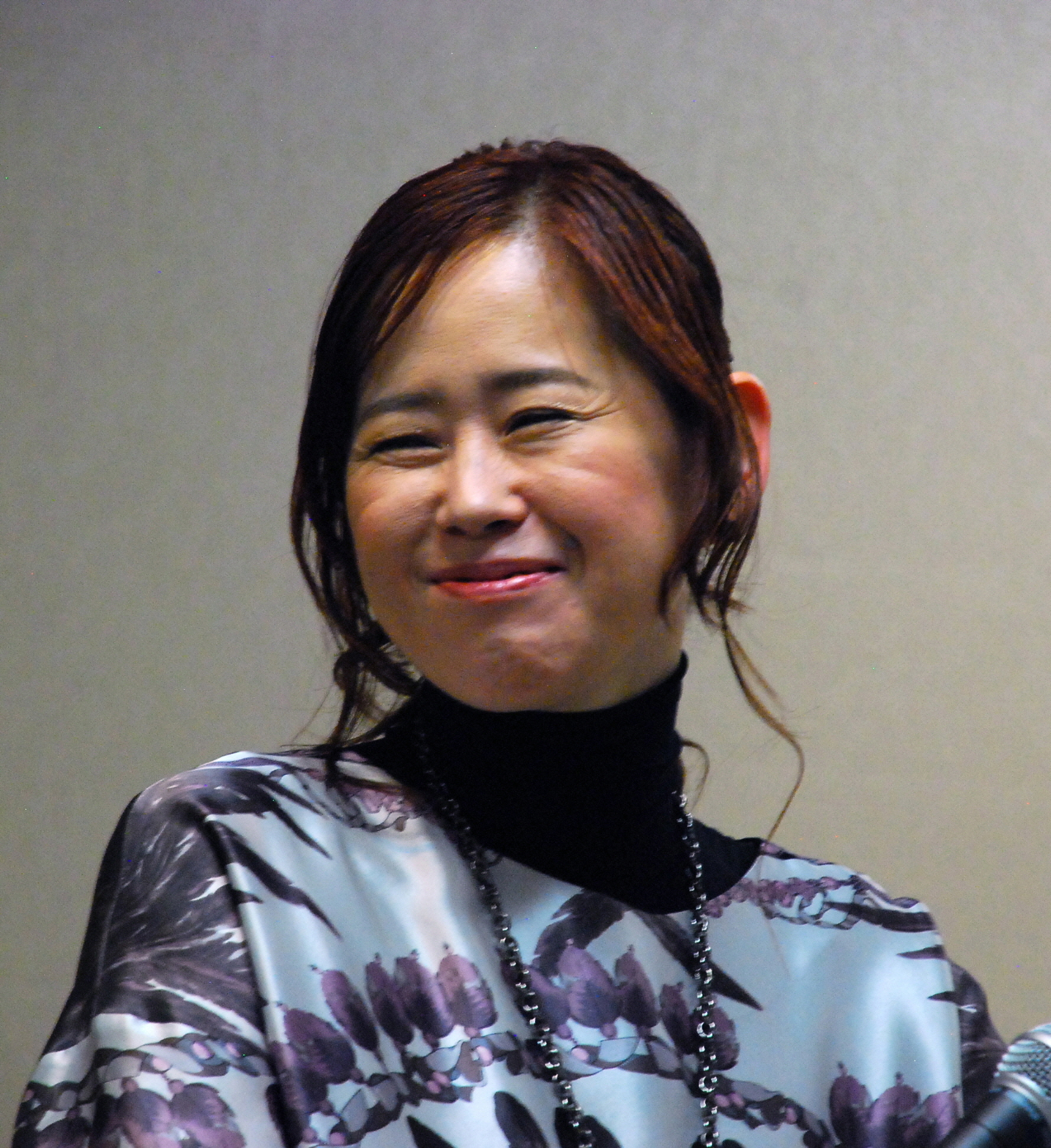
Yuki Kajiura, la compositrice della colonna sonora

La colonna sonora della serie è stata composta dalla famosa compositrice Yuji Kajiura già autrice della colonna sonora della saga cinematografica di Kara no kyōkai, sempre ad opera di Ufotable e Type-Moon, insieme al gruppo Kalafina da lei diretto. Commercialmente è stata pubblicata il 20 settembre 2017 divisa in tre dischi distinti sotto l'etichetta Aniplex Records e Sony Music Entertainment Japan.
Fate/Zero Original Soundtrack Vol. 1
1. Point Zero – 1:28
2. Let the Stars Fall Down – 2:03
3. Grief – 1:53
4. Nervous – 1:16
5. Confrontation – 1:43
6. The Battle Is to the Strong – 3:04
7. Evacuation – 2:00
8. The legend – 2:04
9. Little Drop of Peace – 1:58
10. The Beginning of the End – 3:04
11. If You Leave – 2:11
12. Rabble-Rousers – 1:35
13. Strategy – 1:52
14. Unrest – 1:23
15. Back to the Wall – 1:34
16. Secret Maneuvers – 1:58
17. An Eerie Enemy – 1:36
18. Assassin – 2:38
19. A Chaser – 1:41
20. To Be Continued – 0:20
21. Painful – 1:53
22. Rule the Battlefield – 3:16
23. Forebodings – 0:44
24. Tragedy and Fate – 1:50

Durata totale: 45:04
Fate/Zero Original Soundtrack Vol. 2
1. Fate to Zero – 3:02
2. For him – 0:39
3. Army of the King – 2:13
4. Course – 2:24
5. Dogfight – 3:13
6. The Sword of Promised Victory (Fate/Zero version) – 2:05
7. Babylonia – 1:55
8. On the battlefield – 2:21
9. Betrayer – 1:42
10. You Are My King – 2:37
11. At Peace – 1:34
12. Little star – 2:41
13. In a Nightmare – 1:53
14. A man in Black – 2:44
15. Painful No. 2 – 1:34
16. Dogfight No. 2 – 1:35
17. The Battle to Come – 2:50
18. On an Island – 2:21
19. Burning village – 1:52
20. I Will – 1:32
21. In a Forign Town – 1:22
22. She's Just in Time – 0:48
23. Days Gone By – 4:20
24. Mission – 2:46
25. Mission No. 2 – 2:57
26. The Dream Fades Before Dawn – 1:28
27. The Dream Fades Before Dawn No. 2 – 0:47
28. Tender Moment – 1:17
29. This Day, And Never Again – 3:32
30. The Dream Fades Before Dawn No. 3 – 3:34
31. The World Is Tumbling Down – 2:47
32. Silver Moon – 2:15

Durata totale: 70:40
Fate/Zero Original Soundtrack Vol. 3
1. Point Zero (Live Arrange Version) – 2:37
2. Let the Stars Fall Down (Live Arrange Version) – 2:15
3. The Beginning of the End (Live Arrange Version) – 3:40
4. The Battle Is to the Strong (Live Arrange Version) – 3:10
5. You Are My Dearest Friend – 2:27
6. You Are My Dearest Friend No. 2 – 1:33
7. Cruel Magicians – 2:56
8. Ancient Memory – 1:35
9. Grief No. 2 – 1:46
10. Point Zero No. 2 – 3:56
11. The Stars Are to Fall Down – 1:25
12. Dogfight (Live Arrange Version) – 4:17
13. The World Is Tumbling Down (Live Arrange Version) – 4:25

Durata totale: 36:02
Sigle di apertura
- Oath Sign cantata da LiSA (1ª stagione)
- To the beginning cantata da Kalafina (2ª stagione)

Sigle di chiusura
- Memoria (メモリア?) cantata da Aoi Eir (1ª stagione)
- Sora wa Takaku Kaze wa Utau (空は高く風は歌う?) cantata da Luna Haruna (2ª stagione)
- Manten (満天?) cantata da Kalafina (Episodi 18 - 19)

#### OAV
Onegai! Einzbern sōdanshitsu (お願い!アインツベルン相談室? lett. "Ti prego! La stanza delle consultazioni degli Einzbern") è una serie di sei OAV inseriti nelle edizioni home video giapponesi di Fate/Zero. Essi narrano in maniera comica e parodistica le vicende di Irisviel von Einzbern affiancata da una ancora giovane Taiga Fujumura, che trovata dalla donna senza ricordi si convince di essere una master principiante e come tale chiede di poter essere istruita sulle diverse dinamiche e regole della guerra del santo graal. Nel mentre le due aprono la stanza delle consultazioni degli Einzbern, dove Irisviel, autoproclamatasi avvocata, riceve in seduta i servant deceduti nella guerra discutendo dei loro problemi, desideri ed errori compiuti, il tutto con risvolti comici.

### Visual novel
Il 2 settembre 2013 Type-Moon ha pubblicato sull'App Store Fate/Zero The Adventure, una visual novel basata su Fate/Zero, con le illustrazioni e il doppiaggio dell'anime, più alcune scene inedite curate dallo studio Ufotable.

### Web radio
Un programma radiofonico di trentacinque episodi, intitolato Sound Drama Fate/Zero: radio material (Sound Drama Fate/Zero -ラジオマテリアル-?, Saundo dorama Feito/Zero -rajio materiaru-), è andato in onda sulla web radio, ospitata da Animate TV, dal 29 gennaio 2009 al 1º luglio 2010. La trasmissione è stata condotta da Rikiya Koyama, Sayaka Ōhara e Ayumi Tsunematsu, rispettivamente i doppiatori di Kiritsugu, Irisviel e Maiya.

## Accoglienza
Il giornalista Marvin di Anime Network UK ha espresso un voto di 9 su 10 alla prima stagione dell'anime, mentre alla seconda il risultato perfetto di 10 pieno, esaltando la trama cupa, la sceneggiatura matura e soprattutto il finale considerandolo "una conclusione drammatica e soddisfacente per una serie solida di alto intrattenimento". Su T.H.E.M. Anime Reviews la serie intera ha ricevuto un punteggio di 4 su 5, lodando le magistrali animazioni di Ufotable, il ritmo narrativo della trama definendolo "un insieme di scene maestose e momenti evocativi che colpiscono il cuore" e soprattutto la sceneggiatura di Urobuchi, affermando che "la ragione principale che realmente fa apprezzare la serie è il tempo e lo sforzo che Urobuchi impiega nella minuziosa caratterizzazione dei personaggi".
Richard Eisenbeis di Kotaku lodò l'animazione, i temi trattati e soprattutto la caratterizzazione dei personaggi, specialmente quella di Kiritsugu. Richard inizia la sua recensione scrivendo «Gen Urobuchi ha scritto alcune delle serie anime più psicologiche e cupe di recente memoria. Lui è un maestro nel sovvertire i tropi dell'animazione nipponica così da dare nuova vita a vecchi generi». Sul finale scrive «Fate/Zero è un anime eccellente. Ha personaggi dinamici e sfaccettati, esplora grandi filosofie e temi profondi anche grazie a maestose scene d'azione. Ha anche la volontà di addentrarsi nel profondo e buio, territorio psicologico per migliorare i suoi personaggi e la storia».
Fate/Zero ha ricevuto molteplici primi premi in due edizioni del Newtype Anime Awards, tra i quali: miglior serie, miglior sceneggiatura, miglior studio d'animazione (per Ufotable) e miglior colonna sonora (per Yuji Kajiura). Ottenne secondi posti per la miglior theme song (To the beginning cantata dalle Kalafina), miglior regia e miglior character design. Nelle categorie dei migliori personaggi maschili Rider giunse al secondo posto, Kiritsugu al terzo e Gilgamesh all'ottavo; come miglior personaggio femminile Saber si piazzò seconda.  Nel 2017 il sito WatchMojo.com ha eletto Fate/Zero al terzo posto nella classifica delle migliori serie anime del secondo decennio del 2000, mentre si è piazzata al quinto posto nella classifica «gli anime imprescindibili per gli appassionati».

### Vendite
Il primo box Blu-ray della serie animata ha venduto sul suolo giapponese 43 000 copie nella sola prima settimana di vendita, spodestando il primato appartenente alla Malinconia di Haruhi Suzumiya e diventando il prodotto animato più venduto al lancio di sempre. Secondo le stime di Oricon, anche il secondo box ha registrato un record di vendite settimanali, con 41 000 copie vendute al lancio.